# قوات الأمن العراقية

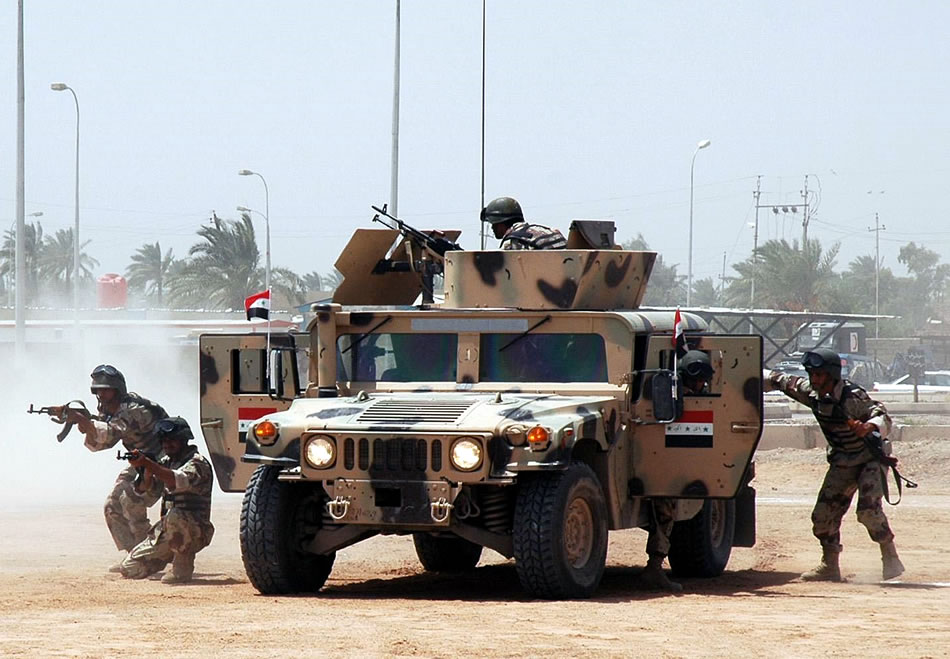

هي القوات العسكرية الخاصة بالدفاع عن امن وسيادة الدولة العراقية من المخاطر الخارجية والداخلية وخاضت هذه القوات حروب عديدة منذ نشاتها إلى هذا الوقت
تشمل قوات الأمن العراقية على ما يلي:
- وزارة الدفاع العراقية
  - الجيش العراقي أو القوات المسلحة العراقية:
    - القوة البرية العراقية
    - القوات الجوية العراقية
    - القوة البحرية العراقية
    - قوات البيشمركة
    - قوات الحشد الشعبي
    - القوات الخاصة الفرقة الذهبية
    - القوات الخاصة قوات الرد السريع
    - قوات خاصة جهاز مكافحة الإرهاب
- وزارة الداخلية العراقية:
  - الشرطة العراقية
  - الشرطة الاتحادية العراقية
  - قوة حماية المنشات العراقية
  - حرس الحدود العراقي